# Capitophorus hudsonicus
Capitophorus hudsonicus är en insektsart. Capitophorus hudsonicus ingår i släktet Capitophorus och familjen långrörsbladlöss. Inga underarter finns listade i Catalogue of Life.